# Krugalm (Bad Gastein)
Die Krugalm ist eine Alm in der Gemeinde Bad Gastein im österreichischen Bundesland Salzburg.

## Lage und Charakteristik
Die Krugalm liegt am Krugboden im Naßfelder Tal an den nordöstlichen Ausläufern des Aperen Scharecks in der Goldberggruppe. Sie gehört zur Ortschaft Bad Gastein, zur Katastralgemeinde Böckstein und zum Landschaftsschutzgebiet Gasteiner-Tal. Über das Areal fließt mit dem Schlapperebenbach ein linksseitiger Nebenbach der Nassfelder Ache. Nordwestlich und südwestlich der Alm erstrecken sich Gamswild-Ruhezonen, die von 1. Dezember bis 31. Mai nicht betreten werden dürfen. Südlich und westlich wächst Grünerlen-Buschwald.
Eine Almhütte steht auf einer Höhe von 1641 m ü. A. Um vor Lawinen zu schützen, ist sie an den Hang gebaut. Sie hat ein Blechdach. Die Hütte wird nicht mehr almwirtschaftlich genutzt. Der daneben liegende Heuanger ist von einer Legsteinbefestigung umgeben.

## Geschichte
Westlich der Krugalm wurden im 16. und 17. Jahrhundert Gold, Pyrit und Arsen abgebaut.